# YŪ's BEAT
『YŪ's BEAT』（ユーズ・ビート）は、1987年11月28日に発売された早見優の5枚目のベストアルバム。発売元はトーラスレコード。規格品番は、LP:28TR-2174、CT:28TT-1174、CD:34TX-1075、CD再発盤:TACX-2467。

## 概要
アルバム未収録シングル曲の英語ヴァージョンや別アレンジヴァージョンのほか、アルバム曲等も収録した変則的なベストアルバム。CDのみ収録曲が2曲多くなっている。
2012年4月にオリジナル・アルバムを全て収めたCD-BOX『Thank YU〜30th Anniversary Special Box〜』が発売された際には、本作の収録曲が各アルバムのボーナス・トラックとして分割が行われ収録された。
CDジャーナルのレビュアーは本作を「未発表ヴァージョンやノンリミックス・ヴァージョン、英語ヴァージョンと、手を変え品を変えアルバムを構成しているあたりがロック的で彼女のベスト盤らしい。スピーディで大いに楽しめる作品」と評している。

## 収録曲

### LP／CT

#### side A
1. ハートは戻らない（GET OUT OF MY LIFE）
作詞・作曲: C.Bruhn, E.Bruhn, R.W.P. james / 日本語詞: 森浩美 / 編曲: 西平彰
  - 19枚目のシングルA面曲の別アレンジによる英語ヴァージョン。
2. COVER UP
作詞: Steve Skaith, Steve Jeffries, 森浩美 / 作曲: Steve Skaith, Steve Jeffries / 編曲: 和泉一弥
  - アルバム『GET DOWN!』収録曲のノン・リミックスヴァージョン。
3. Burning illusion
作詞: 松本一起 / 作曲: 白井貴子 / 編曲: 南部昌江
  - アルバム『Burning illusion』収録曲。
4. 素顔でニュートラル!
作詞: 澤地隆 / 作曲: 紅林やよい / 編曲: 西平彰
  - 21枚目のシングル「Tokio Express」B面曲。
5. PASSION
作詞・作曲: 中原めいこ / 編曲: 新川博
  - 14枚目のシングルA面曲。

#### side B
1. Tokio Express
作詞: 売野雅勇 / 作曲: 鈴木キサブロー / 編曲: 和泉一弥
  - 21枚目のシングルA面曲の別アレンジヴァージョン。
2. FORBIDDEN LOVE
作詞・作曲: Biddu, Winston Sela / 編曲: 和泉一弥
  - アルバム『GET DOWN!』収録曲のノン・リミックスヴァージョン。
3. Tonight
作詞: Annie / 作曲: NOBODY / 編曲: 茂木由多加
  - 12枚目のシングルA面曲の英語ヴァージョン。ミニ・アルバム『YŪ』収録曲。
4. Caribbean Night
作詞・作曲: 中原めいこ / 編曲: 中村哲
  - 20枚目のシングルA面曲。無表記だがシングルヴァージョンとはイントロの出だしが異なる。
5. 風になれ
作詞・作曲: 辻仁成 / 編曲: 是永巧一
  - アルバム『SHADOWS OF THE KNIGHT』収録曲。

### CD
1. ハートは戻らない（GET OUT OF MY LIFE）
2. COVER UP
3. Burning illusion
4. 素顔でニュートラル!
5. PASSION
6. Tokio Express
7. FORBIDDEN LOVE
8. Tonight
9. Caribbean Night
10. 風になれ
11. 少しだけFRIDAY KISS
作詞: 澤地隆 / 作曲: 山崎稔 / 編曲: 西平彰
  - 12インチ・シングル「ハートは戻らない(DANCE RE-MIX)」収録曲の別ヴァージョン。
12. 西暦1986
作詞: 松本一起 / 作曲: 佐藤健 / 編曲: 大村雅朗
  - 16枚目のシングルA面曲。